# Grbci
Grbci su mjesni odbor Grada Rijeke.

## Vijeće mjesnog odbora
Mjesni se odbor sastoji od pet članova s predsjednikom Tomom Abramovićem (HDZ).

## Šport
- nogometni klub NK "Grbci 2000"

## Vanjske poveznice
- Službene stranice
- Interaktivni zemljovid MO Grbci[neaktivna poveznica]